# Todos los días
«Todos los días» es una canción del cantante chileno de indie pop Pedropiedra. Fue lanzado como el segundo sencillo del álbum Ocho, en 2016.

## Composición
«Todos los días» fue usado como guitarras y música funk fue influenciado por De Kiruza con las voces de Catalina Rojas.

## Vídeo musical
El vídeo musical de Todos los días fue estrenado el 23 de mayo de 2016 y fue dirigido por Álvaro Díaz bajo la productora Aplaplac.
El traje de Pedro aparece por primera vez, y contiene parches de diversas bandas, series de televisión, etc.

## Créditos

### Canción
'Pedro': Voz, Batería, Guitarra, Teclados, Vocoder, Programación, Arreglos.
Jorge Delaselva: Bajo.
Felipe Castro: Teclados.
Catalina Rojas: Coros.
Juan Tongoy Bustos: Percusión.
Claudio Rubio: Saxo Tenor.
Yin Mengual Jimenez: Trompeta
Cristóbal Orozco: Segunda Batería.

### Videoclip
Dirección: Álvaro Díaz.
Dirección de fotografía: Pancho Schultz .
Produccion general: Karla Estrada.
Montaje: Julia Bande.
Post producción: Joaquin Fernandez.
Coreografía: Evens Clercema. 
Maquillaje y vestuario bailarines: César Toro.
Iluminación: Oxiluz.
Iluminación Bailarines: Evens Clercema, Macarena Varas, Lorela Valverde.
Asesoría coreografía: Alejandra Neumann.
Diseño y animación de fondos: Álvaro Díaz, Pancho Schultz.
Catering: Isabel Hernández.
Vestuario Pedropiedra: Francisca Lacalle Sara Huala y Pedropiedra.
Producido por: Aplaplac y Quemasucabeza.
Participación especial de Roody Jean-Baptiste, ANY TV.
Agradecimientos a Poli Del Valle, Andrés Sanhueza, ANY TV, Gabriel Garvo y Manuel Diaz.